# 布鲁塞尔卢森堡站
布鲁塞尔卢森堡站（法語：Gare de Bruxelles-Luxembourg）是比利时布鲁塞尔首都大区伊克塞勒的鐵路車站，位于欧洲议会步行街地下。

## 历史
该车站由卢森堡公司建于1854-1855年间，作为其正在修建的布鲁塞尔-卢森堡铁路线的一部分。该站是为服务新开辟的利奥波德区而建造的，因此其原名为“利奥波德区站”（法語：Gare du Quartier Léopold）。首席建筑师是古斯塔夫·圣特努瓦。他将其设计为新古典主义风格，以与当时卢森堡广场周围大约同时设计的其他建筑保持一致。该站是继布鲁塞尔北站和布鲁塞尔南站之后的布鲁塞尔的第三座车站。然而，与前两者不同的是，利奥波德区车站被设计为中间站，而不是终点站。
在19世纪，该站被分成几个部分，以区分三个等级的旅客。该车站于1899年和1921年扩建。

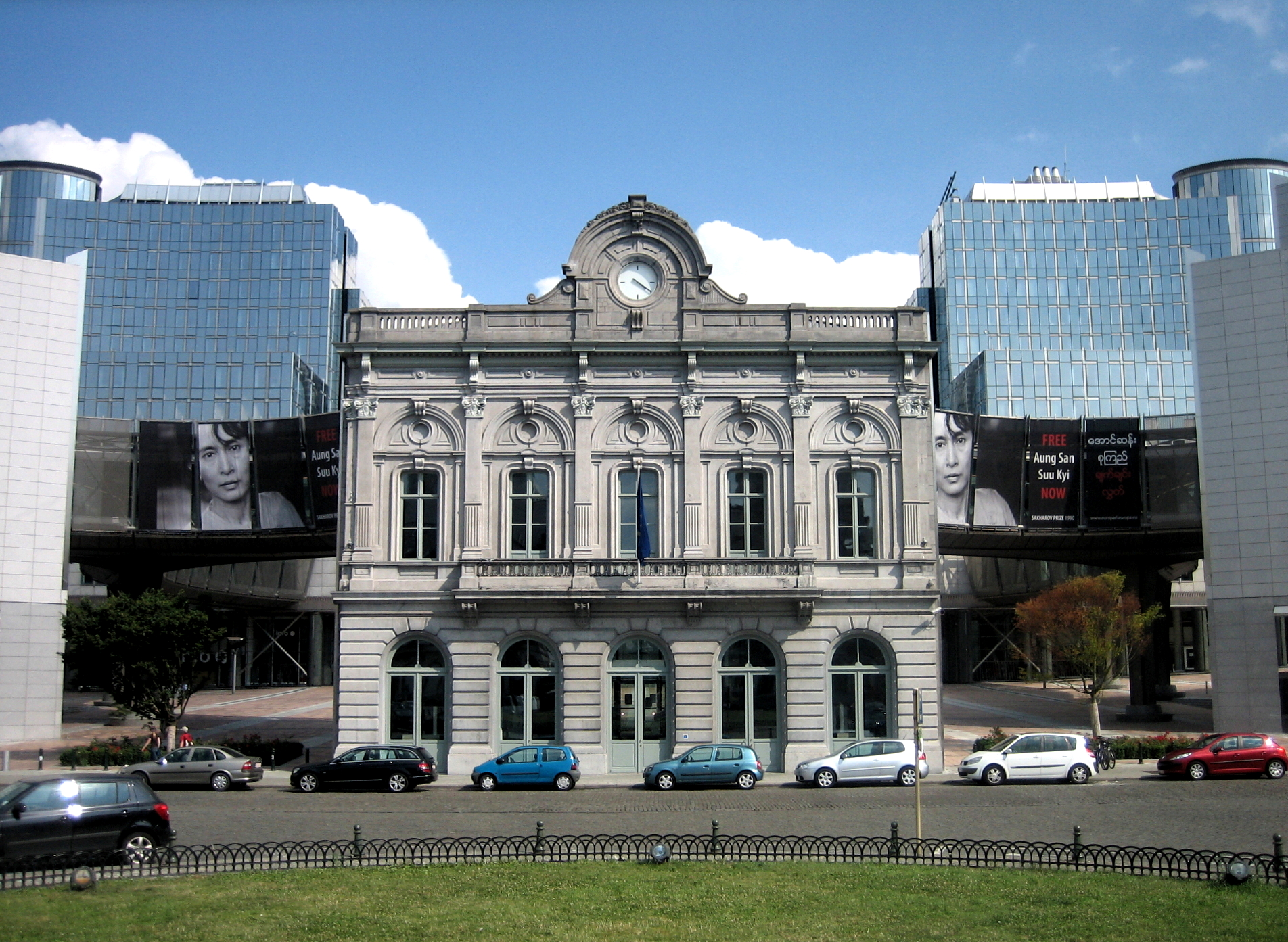
老车站入口，由古斯塔夫·圣特努瓦设计

## 重建
在1990年代和21世纪初重建之前，车站位于地面，其前楼面向卢森堡广场。它被重新设计为一个地下轨道站，为欧洲议会让路，并在卢森堡广场和利奥波德公园之间设置行人通道。铁轨在1990年代被覆盖并转移到地下。车站的旧建筑于2004年部分拆除，保留中央入口，纳入议会综合体，作为信息办公室，直至2016年。今天，中央入口已被重新定位为“欧洲站”，欧洲议会的迎客点。在那里，游客可以发现许多小物件，如令人印象深刻的模型，亦展出关于议会的建筑、历史和前来参观的名人的信息。车站的入口现在位于向南几米处，可通过步行街下面的楼梯或是通过特里尔路（Rue de Trêves/Trierstraat）的安陶尔·约瑟夫大楼的底层入口进入。
该站于2009年建成，目前完全在地下。

## 列车服务
该站提供以下列车服务：

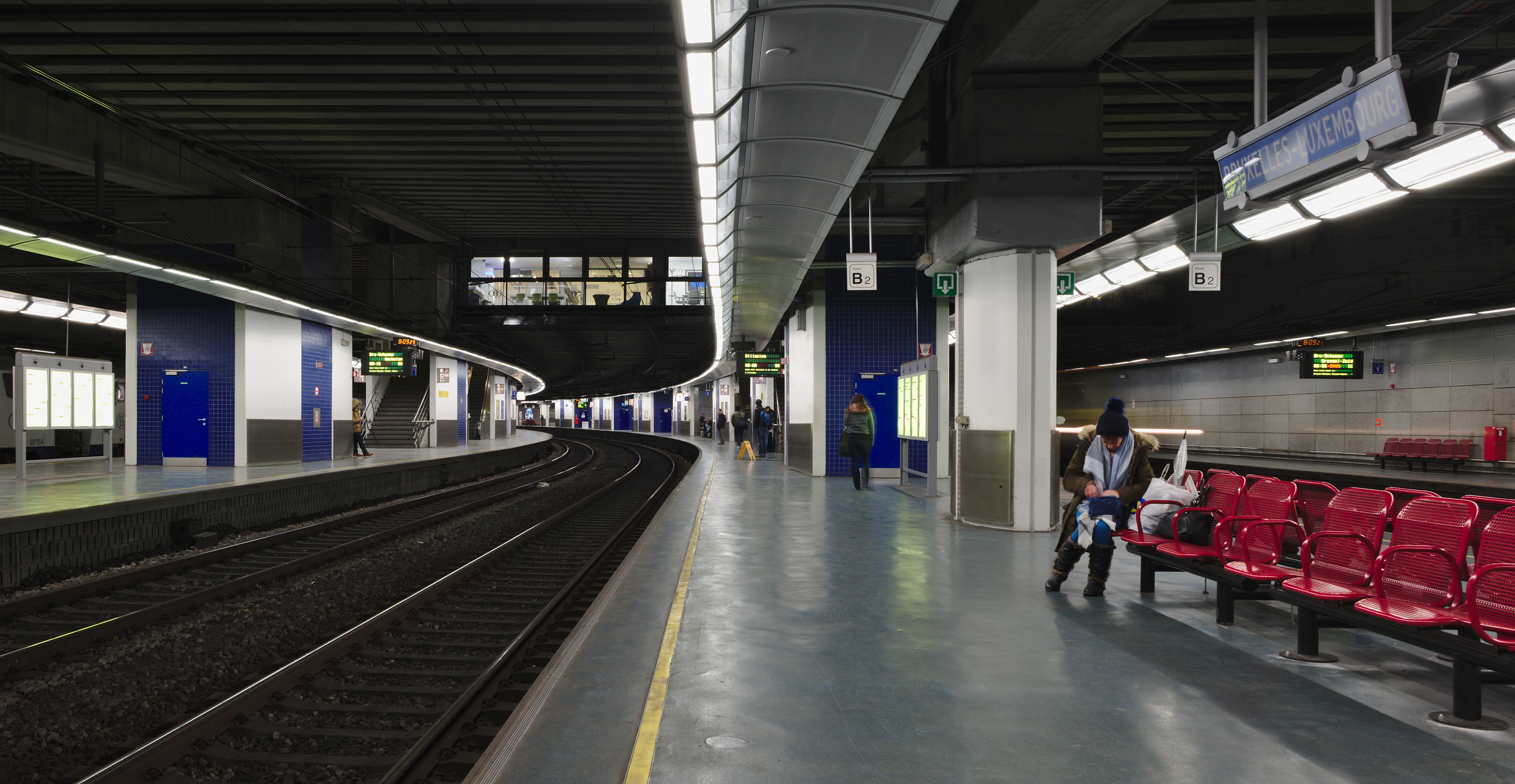
地下站台

- 城际列车 (IC-16) 布鲁塞尔 - 那慕爾 - 阿爾隆 - 卢森堡
- 城际列车 (IC-17) 布鲁塞尔机场 - 布鲁塞尔卢森堡 - 那慕尔 - 迪南（周一至周五）
- 城际列车 (IC-17) 布鲁塞尔 - 那慕尔 - 迪南（周末）
- 城际列车 (IC-18) 布鲁塞尔 - 那慕尔 - 列日（周一至周五）
- 城际列车 (IC-27) 布鲁塞尔机场 - 布鲁塞尔卢森堡 - 尼韦勒 - 沙勒罗瓦（周一至周五）
- 布鲁塞尔城市快铁（法语：Réseau express régional bruxellois） (S4) 阿尔斯特 - 登德尔莱乌 - 布鲁塞尔卢森堡 (- 埃特贝克 - 梅罗德 - 维尔福德)（周一至周五）
- 布鲁塞尔城市快铁 (S5) 梅赫伦 - 布鲁塞尔卢森堡 - 埃特贝克 - 哈勒 - 昂吉安 (- 赫拉尔兹贝亨)（周一至周五）
- 布鲁塞尔城市快铁 (S8) 布鲁塞尔 - 埃特贝克 - 奥蒂尼 - 新鲁汶
- 布鲁塞尔城市快铁 (S9) 鲁汶 - 布鲁塞尔卢森堡 - 埃特贝克 - 布赖讷拉勒（周一至周五高峰时段）
- 布鲁塞尔城市快铁 (S81) 斯哈尔贝克 - 布鲁塞尔卢森堡 - 埃特贝克 - 奥蒂尼（周一至周五高峰时段）

### 书目
- Demey, Thierry. . S. Strange (trans.). Brussels: Badeaux. 2007. ISBN 978-2-9600414-6-0.